# Lijst van miniaturisten
Hieronder volgt een lijst van miniaturisten die actief waren in de boekverluchting in chronologische volgorde van de activiteitsperiode gerangschikt.

## 8e eeuw
- Godescalc, ca. 781-783

## 9e eeuw
- Candidus van Fulda, ca. 840
- Berengarius, ca. 870
- Liuthardus, ca. 870

## 10e eeuw
- Ende, ca. 975
- Meester van het Registrum Gregorii, 980-996
- Adalpertus, ca. 1000

## 11e eeuw
- Eadui Basan, ca. 1012-1023

## 12e eeuw
- Diemut, ca. 1100 - 1130 (1150)
- Sintram, 1145
- Guda, ca. 1150
- Meester Hugo, ca. 1125-1156
- Alberto Sotio, ca. 1187
- Herrad von Landsberg, ca. 1130-1195

## 13e eeuw
- Claricia, ca. 1200
- Toros Roslin, ca. 1210-1270
- Matthew Paris, ca. 1217-1259
- William de Brailes, 1230-1260
- Marco Berlinghieri, 1232-1260
- Vigoroso da Siena, 1276-1293
- Guido di Graziano, 1278-1302
- Rinaldo da Siena, ca. 1260-1280
- Oderisi da Gubbio, ca. 1260-1299
- Meester Honoré, ca. 1288-1300
- Johannes von Valkenburg, 1299
- Momik, 1284-1333
- Memmo di Filippuccio, ca. 1285-1325
- Richard van Verdun, 1288-1327
- Gisela von Kerssenbrock, ca. 1300
- Franco Bolognese, ca.1300

## 14e eeuw
- Momik, 1284-1333
- Memmo di Filippuccio, ca. 1285-1325
- Richard van Verdun, 1288-1327
- Anciau de Cens, ca. 1323-1327
- Jean Pucelle, ca. 1300-1334
- Ferrer Bassa, 1316-1348
- Jehan de Grise, ca. 1325-1345
- Arnau Bassa, ca. 1330-1348
- Meester van de Escrivà, ca. 1325-1350
- Pierart dou Tielt, ca. 1325-1355
- Baltimore-meester ca. 1330-1360
- Michiel van der Borch, 1332-1360
- Jean le Noir, 1331-1380
- Bourgot, 1336-1365
- Meester van Le Remède de Fortune, ca. 1345-1360
- Ramon Destorrents, 1347-1362
- Meester van Le livre du sacre de Charles V, ca. 1350-1378
- Tommaso da Modena, 1326-1379
- Meester van de Bijbel van Jean de Sy, 1355-1380
- Jan Boudolf, 1368-1381
- Jean d'Arbois, 1365-1395
- André Beauneveu, 1359-1400

## 14e-15e eeuw
- Niccolò da Bologna, 1349-1403
- Meester van de kroning van Maria, ca. 1399-1405
- Meester van het parement van Narbonne, 1356-1408
- Grigor Tatevatsi, 1346-1409/1410
- Balaam-meester, ca. 1380-1410
- Jacquemart de Hesdin, ca. 1384-1410
- Eerste meester van de Historiebijbel van Jean de Berry, ca. 1390-1410
- Meester van het getijdenboek van Johanette Ravenelle, ca. 1390-1410
- Meesters van Dirc van Delf, ca. 1395-1410
- Pieter van Beervelde, 1377-1414
- Pseudo-Jacquemart, 1380-1415
- Meester van de Brusselse initialen, 1390-1415
- Meester Frana, 1395-1415
- De Gebroeders Van Limburg, ca. 1397-1416
- Meester van Étienne Loypeau, ca. 1390-1417
- Luçon-meester, ca. 1390-1417
- Vergilius-meester, 1380 - 1420
- Lorenzo Monaco, 1390-1425

## 15e eeuw
- Meester van de Cité des Dames, 1400-1415
- Meester van de Clères Femmes, 1403-1415
- Beaufort-meester, 1410-1415
- Jaques Daliwe, 1400-1420
- Orosius meester, 1400-1420
- Egerton-meester, ca. 1405-1420
- Meester van het Breviarium van Jan zonder Vrees, 1406-1420
- Meester van de Berry-Apocalyps, 1408-1420
- Meester van Otto van Moerdrecht, ca. 1424
- Herman Scheerre, 1400-1425
- Boucicaut-meester, 1405-1430
- Jacob Coene, 1405-1430
- Mazarine-meester, 1405-1430
- Meester van Bedford, 1415-1435
- Meester van Rohan, 1410-1436
- Giac-meester, 1400-1440
- Boëthius-meester, 1410-1440
- Meester van Zweder van Culemborg, 1415-1440
- Jan van Eyck, 1422-1441
- Johannes Ramont, 1413-1445
- Meester van de Berlijnse kruisiging, 1440-1445
- André van Ieper, ???-1450
- Fastolf-meester, 1420-1450
- Meester van Katharina van Kleef, 1430-1450
- Meester van Jean Chevrot, 1440-1450
- Stefan Lochner, 1460-1451
- Jakob de Tavernier, ????-1454)
- Meesters van de goudranken, 1420-1455
- Fra Angelico, 1417-1455
- Meester van het missaal van Paul Beye, 1430-1455
- Manselmeester, 1445-1455
- Meesters van Guillebert de Mets, 1415-1460
- Meester van de Gouden Legende van München, 1420-1460
- Talbot-meester, 1430-1460
- Meester van de Alexandre van Wauquelin, 1440-1460
- Meester van de Llangattock-getijden, 1440-1460
- Meester van de Privileges van Gent en Vlaanderen, 1440-1460
- Jan Tavernier, 1440-1460
- Meester van de Llangattock Epifanie, 1450-1460
- Meester van de Vederwolken, 1450-1460
- Rogier van der Weyden, ca.1400-1464
- Meester van Marguerite d'Orléans, 1428-1465
- Dunois-meester, 1435-1465
- Meester van Jean Rolin 1440-1465
- Meester van Wavrin, 1450-1465
- Antonnis Rogiersz. Uten Broec, ca. 1465
- Jean Dreux, 1430-1467
- Marco di Giovanni dell’Avogaro, 1449-1467
- Matteo de' Pasti, 1441-1468
- Belbello da Pavia, 1420-1470
- Meester van de Girart de Roussillon, 1440-1470
- Meester van de Kroniek van Pisa, 1440-1470
- Barthélemy van Eyck, 1444-1470
- Meester van Gijsbrecht van Brederode, 1460-1470
- Meester van Evert Zoudenbalch, 1460-1470
- Giovanni di Paolo, 1417-1475
- Meester van de Harley Froissart, 1445-1475
- Meester van de Jardin de vertueuse consolation, 1450-1475
- Jean Hennecart, 1454-1475
- Meester van het Gentse graduale, 1460-1475
- Meester van de Vederwolken, 1460-1475
- Meester van de Champion des dames, 1465-1475
- Meester van Margaretha van York, 1468-1477
- Jean Fouquet, 1444-1480
- Meester van de geleliede grisailles, 1460-1480
- Meester van de Vraie cronique descoce, 1460-1480
- Meester van de Fitzwilliam 268, 1470-1480
- Meester van het Gulden Vlies van Wenen en Kopenhagen, 1470-1480
- Meester van de Kroniek van Engeland, 1470-1480
- Meester van de spraakzame handen, 1470-1480
- Meester van de stichtelijke traktaten, 1470-1480
- Meester met de witte inscripties ca. 1480
- Willem Vrelant, 1450-1481
- Simon Marmion, 1449-1484
- Loyset Liédet, 1454-1484
- Meester van de Londense Wavrin, 1470-1485
- Meester van de Getty Froissart, 1475-1485
- Meester van de Soane-Josephus, 1475-1485
- Meester van de Houghton miniaturen, 1476-1485
- Coëtivy-meester, 1450-1488
- Meester van Rambures, 1454-1490
- Meester van Antoon van Bourgondië, 1460-1490
- Weense meester van Maria van Bourgondië, 1460-1490
- Ghent Associates, 1470-1490
- Lieven van Lathem, 1454-1493
- Meester van de Hiëro, 1450-1500
- Nicolaas van Ieper, 1450-1500
- Brugse Meester van 1482, 1470-1500
- Meester van Edward IV, 1470-1500
- Meester van 1499, 1499-1500
- Meester van Dreux Budé, 2e helft 15e eeuw

## 15e-16e eeuw
- Guidoccio Cozzarelli, 1450-1517
- Jean Poyet,1465-1504
- Antonio da Monza, 1480-1505
- Giovanni Ambrogio de Predis, 1472-1508
- Jean d'Ypres, 15e-16e eeuw (1508)
- Zwarte-ogen-meesters, 1490-1510
- Giovanni Pietro da Birago, 1471-1513
- Guidoccio Cozzarelli, 1450-1517
- Alexander Bening, 1469-1519
- Meester van het gebedenboek van Dresden, 1465-1520
- Meester van de David scènes, 1475-1520
- Meester van het eerste Gebedenboek van Maximiliaan, 1475-1520
- Jean Bourdichon, 1480-1520
- Meester van de Bijbel van Lübeck, 1485-1520
- Meester van de gebedenboeken omstreeks 1500, 1485-1520
- Meester van Antoine Rolin, 1490-1520
- Gerard David, 1484-1523
- Attavante degli Attavanti, 1471-1525
- Jean Markant, act. 1500-1525
- Meester van Jacobus IV van Schotland, 1485-1530
- Gerard Horenbout, 1487-1540
- Jan van Battel de jongere, 1427-1557

## 16e eeuw
- Adriaan Reyners, 1511-1528
- Meester van kardinaal Wolsey, 1528-1530
- Meester van Karel V, 1505-1533
- Marie van Bel, 1526-1533
- Jean Clouet, ca. 1510-1540
- Lucas Horenbout, 1512-1544
- Susanna Horenbout, 1521-1554
- António de Holanda, 1480-1557
- Simon Bening, 1508-1561
- Giulio Clovio, 1516-1578
- Hans Bol, 1534-1593
- Joris Hoefnagel, 1560-1600
- Adrien de Montigny, 1570-1615

-